# Insane Love
Albums de Sistar
Shake It
(2015)
Singles
1. I Like That
Sortie : 21 juin 2016

Insane Love (coréen : 몰아애, hanja : 沒我愛, RR : Mora-ae) est le quatrième mini-album du girl group sud-coréen Sistar. Il est publié le 21 juin 2016 avec le titre principal "I Like That".

## Liste des pistes
| 1.    | I Like That                                            | Black Eyed Pilseung            | Black Eyed Pilseung             | 3:41 |
| 2.    | String (끈; Kkeun)                                     | Rovin, Min Yeonjae             | LDN Noise, Rovin                | 3:06 |
| 3.    | Wanna Do It (해볼래; Haebollae)                        | Park Suseok, Park Eun-ooh (en) | Park Suseok, Park Eun-ooh       | 3:08 |
| 4.    | Yeah Yeah                                              | 9999, Esbee, HWA.B             | 9999, Esbee                     | 3:49 |
| 5.    | Say I Love You                                         | Hyolyn                         | Hyolyn                          | 3:09 |
| 6.    | Under the Blanket (이불 덮고 들어; Ibul Deopgo Deureo) | Duble Sidekick, Long Candy     | Duble Sidekick, Eastwest, Candy | 3:25 |
| 7.    | I Like That (Instrumental)                             |                                | Black Eyed Pilseung             | 3:41 |
| 24:02 |                                                        |                                |                                 |      |

## Classements

### Weekly Charts
| Classemeny (2016)              | Meilleure position |
| ------------------------------ | ------------------ |
| South Korea (Gaon Album Chart) | 3                  |

### Monthly
| Classement (2016)              | Meilleure position |
| ------------------------------ | ------------------ |
| South Korea (Gaon Album Chart) | 13                 |

## Historique de sortie
| Pays         | Date         | Format                   | Label                                     |
| ------------ | ------------ | ------------------------ | ----------------------------------------- |
| Corée du Sud | 21 juin 2016 | téléchargement numérique | Starship Entertainment LOEN Entertainment |